# Вісь симетрії

Трискеліон — фігура з віссю симетрії третього порядку

Вісь симетрії — уявна лінія в просторі, поворотом навколо якої на певний кут певне тіло чи систему тіл можна сумістити саму з собою.
Осі симетрії характеризуються порядком: кількістю кутів, при повороті на які система суміщається з собою. Якщо середовище ізотропне, то будь-який кут має таку властивість. Відповідна вісь симетрії називається віссю нескінченного порядку. Для осі симетрії з порядком 2 існує два кути повороту, при яких система суміщається з собою: 180o і 360o. Загалом, для осі n-ного порядку відповідні кути повороту кратні 360o/n. Так, для осі третього порядку кути дорівнюють 120o, 240o, 360o.
Зазвичай осі симетрії і відповідні їм групи позначаються Ln, де n — порядок осі, {\displaystyle {\mbox{L}}_{\infty }} — вісь симетрії нескінченного порядку.
У кристалографії осі симетрії позначаються цифрами, які збігаються з їхніми порядками: 2, 3, 4, 6.